# Formica longiventris
Formica longiventris är en myrart som beskrevs av Oswald Heer 1850. Formica longiventris ingår i släktet Formica och familjen myror. Inga underarter finns listade i Catalogue of Life.